# Paul Soter
Paul Soter (né le 16 août 1969 à Sacramento, en Californie) est un acteur américain.
Il est membre du groupe de la comédie Broken Lizard. Il a joué avec eux dans les films Super Troopers (2001), Club Dread (2004), et Beerfest (2006).

## Filmographie
- 2001 : Super Troopers de Broken Lizard : Foster
- 2004 : Club Dread de Broken Lizard : Dave
- 2006 : Beerfest de Broken Lizard : Jan Wolfhouse
- 2007 : Watching the Detectives (en) (en tant que réalisateur)
- 2009 : The Slammin' Salmon de Broken Lizard : Donnie Kinogie